# Ричмонд Тауншип (округ Кроуфорд, Пенсільванія)
Ричмонд Тауншип (англ. Richmond Township) — селище (англ. township) в США, в окрузі Кроуфорд штату Пенсільванія. Населення — 1350 осіб (2020).

## Демографія
Згідно з переписом 2010 року, у селищі мешкало 1475 осіб у 539 домогосподарствах у складі 405 родин. Було 647 помешкань
Расовий склад населення:
| - 97,6 % — білих - 0,5 % — корінних американців - 0,3 % — азіатів - 0,2 % — чорних або афроамериканців - 0,1 % — вихідців з тихоокеанських островів |

До двох чи більше рас належало 1,2 %. Частка іспаномовних становила 0,9 % від усіх жителів.
За віковим діапазоном населення розподілялося таким чином: 26,6 % — особи молодші 18 років, 59,8 % — особи у віці 18—64 років, 13,6 % — особи у віці 65 років та старші. Медіана віку мешканця становила 41,1 року. На 100 осіб жіночої статі у селищі припадало 105,7 чоловіків;  на 100 жінок у віці від 18 років та старших — 103,8 чоловіків також старших 18 років.
Середній дохід на одне домашнє господарство  становив 59 620 доларів США (медіана — 50 192), а середній дохід на одну сім'ю — 69 915 доларів (медіана — 58 500). Медіана доходів становила 39 333 долари для чоловіків та 32 321 долар для жінок. За межею бідності перебувало 12,5 % осіб, у тому числі 25,1 % дітей у віці до 18 років та 7,9 % осіб у віці 65 років та старших.
Цивільне працевлаштоване населення становило 657 осіб. Основні галузі зайнятості: виробництво — 27,7 %, освіта, охорона здоров'я та соціальна допомога — 21,8 %, роздрібна торгівля — 9,4 %, транспорт — 8,4 %.